# NGC 1334
NGC 1334 è una galassia a spirale situata nella costellazione di Perseo a una distanza di 185 milioni di anni luce.

## Scoperta
NGC 1334 è stata scoperta il 14 febbraio 1863 dall'astronomo tedesco Heinrich d'Arrest, e fa parte dell'Ammasso di Perseo. Si tratta di una galassia starburst.